# Microserica vittipennis
Microserica vittipennis är en skalbaggsart som beskrevs av Moser 1925. Microserica vittipennis ingår i släktet Microserica och familjen Melolonthidae. Inga underarter finns listade i Catalogue of Life.